# Udel'naja (metropolitana di San Pietroburgo)
Udel'naja (in russo:Удельная) è una stazione della Linea Moskovsko-Petrogradskaja, la Linea 2 della metropolitana di San Pietroburgo. È stata inaugurata il 4 novembre 1982.